# ロブシング徴候
ロブシング徴候（ - ちょうこう、英：Rovsing's sign または Rovsing's symptom）とは、腹膜炎の際に、腹壁を強く圧迫し、左下腹部を圧迫すると右下腹部の痛みが増強する徴候である。壁側腹膜の炎症性刺激によると考えられ、ローゼンシュタイン徴候などともに重要な腹膜刺激症状である。
名称は、この徴候を報告したデンマーク人外科医ネルス・トーキルド・ロブシング (Niels Thorkild Rovsing) に由来する。